# Man's Favorite Sport?
Man's Favorite Sport? (conocida como Su juego favorito en España y El deporte predilecto del hombre en México) es una película estadounidense de 1963, del género comedia romántica, producida y dirigida por Howard Hawks, con Rock Hudson, Paula Prentiss y Maria Perschy en los papeles principales. La música fue compuesta por Henry Mancini.

## Argumento
Roger Willoughby (Rock Hudson) es un vendedor simpático y eficiente de aparejos de pesca de unos grandes almacenes de San Francisco. Sus clientes le creen un auténtico experto, ya que ha escrito un manual de instrucciones sobre la pesca con caña que es de gran ayuda a los aficionados. Abigail Page (Paula Prentiss), publicista de un concurso de pesca que se va a celebrar, y su amiga 'Easy' Mueller (Maria Perschy), hermana de uno de los dueños de los almacenes, acuerdan el conseguir que Roger intervenga en el concurso, pues su presencia será un gancho para el mismo. Pero aunque Roger se niega sin que nadie conozca sus motivos reales, que son que no tiene ni idea de pescar y además aborrece tocar cualquier tipo de pescado, sus jefes le obligan a participar. En el concurso, se enreda con la caña y el hilo, y está a punto de ahogarse cuando se cae de la barca en el lago, pues tampoco sabe nadar. Pero empieza a pescar ejemplares magníficos ante la admiración de los propios concursantes, la mayoría de los cuales han aprendido a pescar en el libro de Roger. Tex (Charlene Holt), la novia de Roger, le descubre en una situación equívoca con Abigail. Tranquilizada por las explicaciones de su novio, por la noche se enfurece del todo y abandona a Roger al descubrirle en un nuevo equívoco, ahora con 'Easy'. Para colmo de males, el gerente de los almacenes despide a Roger al enterarse de que Roger no sabe nada de pesca. Al atardecer, Roger y Abigail se tumban en una colchoneta al borde del lago y empiezan a hacerse confidencias. Él comprende que es de ella de quien está verdaderamente enamorado y le pide matrimonio, a lo que ella asiente feliz. Mientras duermen, la lluvia arrastra la colchoneta hasta el centro del lago. Cuando consiguen llegar al hotel encuentran al gerente, que informa a Roger de que ha ganado el concurso de pesca y es readmitido en los almacenes con una gran subida de sueldo.

## Reparto
- Rock Hudson es Roger Willoughby.
- Paula Prentiss es Abigail Page.
- Maria Perschy es Isolde 'Easy' Mueller.
- Charlene Holt es Tex.
- John McGiver es Cadwalader.
- Roscoe Karns es Major Phipps.

## Recepción
El film se estrenó el 28 de enero de 1964 y ganó $6 millones en taquilla, aunque en un principio los críticos la recibieron con tibieza, Molly Haskell escribió un análisis en The Village Voice 7 años después. En su artículo revalorizaba el film y señalaba que la historia estaba contada con una gracia y un humor no exentos de tensión sexual y melancolía por reflejar una década (los años 1960) de manera tan optimista.
Robin Wood dijo que el director había sido algo cruel al hacer repetir a Rock Hudson la escena de Cary Grant en Bringing Up Baby.
Prentiss fue alabada por su energica actuación inspirada en Katharine Hepburn. Hawks dijo de ella: "Paula Prentiss es buena, pero no podia recordar lo que estaba haciendo de una toma a otra".